# 东安恰尔

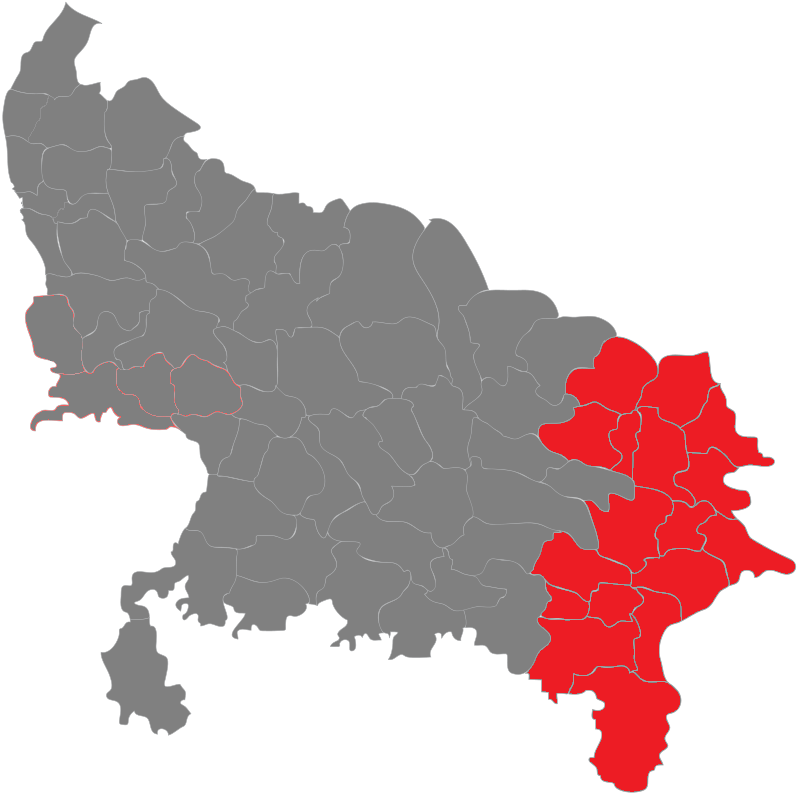
东安恰尔

东安恰尔，意为“东区”，印度北方邦的分区，属博杰普尔地区，即北方邦使用博杰普尔语的地区，主要城市有瓦拉纳西和戈勒克布尔。
这里是印度较不发达的地区之一，经济较为落后，人类发展指数低，缺乏成规模的产业，存在人才外流现象。